# 米原ジャンクション
米原ジャンクション（まいはらジャンクション）は、滋賀県米原市三吉にある名神高速道路と北陸自動車道とのジャンクションである。
当ジャンクションのすぐ北に隣接していた米原本線料金所（まいはらほんせんりょうきんじょ）についてもこの記事で述べる。

## 概要
形状はトランペット型をしたジャンクションである。全ての方向で中日本高速道路彦根保全・サービスセンターが管理する。
供用開始時から「まいばらインターチェンジ」と呼ばれていたが、2001年6月に当時の町名である坂田郡米原町（まいはらちょう）に合わせる形で「まいはらインターチェンジ」に変更された。しかし、2005年2月14日の坂田郡3町の合併で誕生した米原市（まいばらし）が鉄道駅の米原駅に名称を合わせたため、地名とインターチェンジの名称の間に再びずれが生じてしまった。

## 接続する道路
- E1 名神高速道路（27-1番）
- E8 北陸自動車道

## 沿革
北陸自動車道の計画当初、名神高速道路との接続を大津と米原の2つの案があり、接続する地点をめぐってそれぞれの地域が期成同盟会を作って対立した。しかし、1964年（昭和39年）に国鉄の湖西線が実現することになり、米原で接続することが決まった。
武生IC - 米原JCTにおける実施計画は1975年（昭和50年）10月8日に認可された。
米原ジャンクションの建設は、これまで開設されていた番場パーキングエリアの土地を利用し、名神高速道路の本線を908 m（メートル）にわたり南側に迂回させた。この迂回路は1975年（昭和50年）に設置され、ジャンクションの工事は1978年（昭和53年）度から本格的になった。この工事に伴い名神高速道路を潜る道路が建設され、米原工業団地を実現する大きなきっかけとなる。
1980年（昭和55年）4月7日に北陸自動車道の敦賀IC - 米原JCTの供用が開始され、同年6月19日に併設する米原ICも供用開始された。

### 米原本線料金所

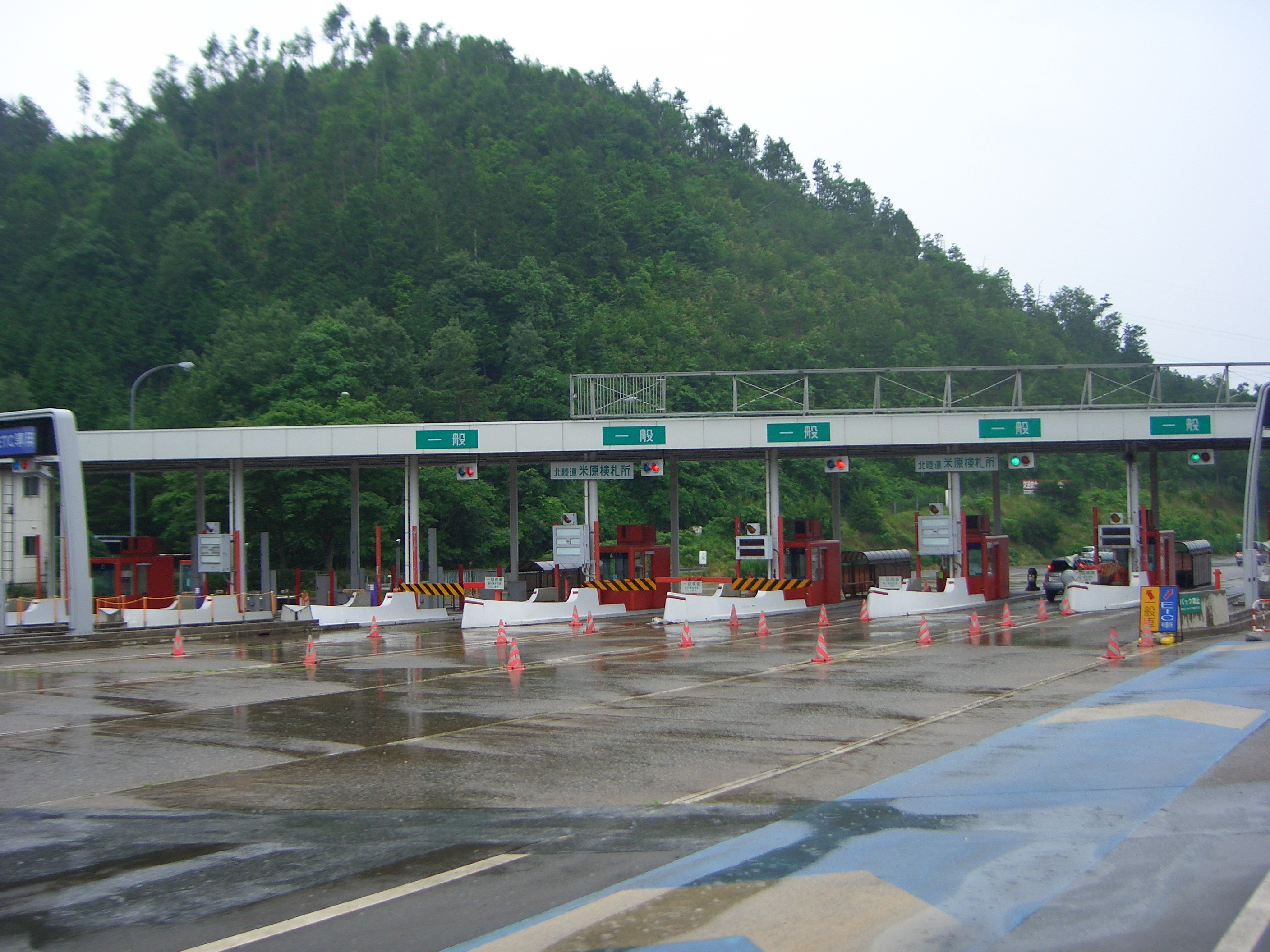
2006年に撮影された米原本線料金所

通行料金の一部を免れる不正通行を防ぐ目的で、1980年（昭和55年）4月7日の供用開始当時から2007年（平成19年）5月31日まで米原本線料金所が設置された。
北陸自動車道に本線チェックバリア（検札）を設けることは昭和40年代から構想に打ち出され、全国的な高速道路網が完成した時に料金収受を効率的に行うために高速道路を複数の料金圏に分割しようとしたためである。その後、1971年（昭和46年）5月に北陸自動車道の米原付近に料金所用の用地を取得することが決定された。しかし、この時点では長距離逓減制の分断やターミナルチャージの取扱いなどの問題があったため、更なる検討が必要だった。しかし、東名高速道路を中心に通行券の交換による不正通行が行われるようになり、効果的な解決策として本線チェックバリアとして米原本線料金所が試験的に運用開始された。
米原が適地であったのは
1. 米原インターチェンジと米原ジャンクションの間が短距離であり、何もないままでは織り込み（ウィービング）による交通の輻輳が懸念されたこと
2. 太平洋側と日本海側での気象条件が異なる条件の連結点であり、気象や規制の状況を伝達・周知するのに適していること
3. 北陸自動車道の交通量が中程度であり、最初の設置場所としては適切であったこと

が挙げられる。
「料金所」と称しているが、ここでは料金の徴収は行わず、検札所（バリア）となっていた。開通当初はここで名神高速のパンチカード通行券と北陸道の磁気通行券の交換を行っていたが、1988年（昭和63年）12月1日から名神高速も磁気通行券に切り替わったため、その後は検札のみとなった。ETCの普及や道路利用者の停車による負担低減、料金所の運営費用の削減を背景に2007年（平成19年）5月31日12時に東名高速道路豊橋本線料金所と共に廃止された。その後、2007年12月の竣工を目標に料金所の撤去工事が行われた。

## 隣
E1 名神高速道路
(27)関ヶ原IC - 伊吹PA - (27-1)米原JCT - (28)彦根IC
E8 北陸自動車道
(27-1)米原JCT - (1)米原IC